# Issoudun
Issoudun – miejscowość i gmina we Francji, w Regionie Centralnym, w departamencie Indre.
Według danych na rok 1990 gminę zamieszkiwało 13 859 osób, a gęstość zaludnienia wynosiła 379 osób/km² (wśród 1842 gmin Centre, Issoudun plasuje się na 23. miejscu pod względem liczby ludności, natomiast pod względem powierzchni na miejscu 218.).